# Rembert Truluck
Rembert Truluck (* 1934 in Clinton, South Carolina; † 14. November 2008 in Greenville (South Carolina)) war ein US-amerikanischer christlicher Theologe, Autor und Geistlicher der Metropolitan Community Church.

## Leben
Truluck wurde in Clinton (South Carolina) geboren und wurde 1953 – mit 19 Jahren – von der Southern Baptist Convention ordiniert, als er Pastor der Beaverdam Baptist Church of Lauren wurde. Von 1953 bis 1973 war Truluck als Pastor der Southern Baptists tätig.
Truluck studierte an der Furman University und erwarb 1968 den Doktor der Theologie am Southern Baptist Theological Seminary in Louisville (Kentucky). Danach war Truluck von 1973 bis 1981 als Professor am Baptist College of Charleston tätig, bis er zurücktreten musste, da ein früherer Liebhaber ihn als Homosexuellen gegenüber dem Aufsichtsrat des Colleges outete. Truluck zog daraufhin nach Atlanta, wo er sich entschied zur Metropolitan Community Church (MCC) überzutreten.
Truluck war von 1988 bis 1996 Pastor der MCC in Atlanta, San Francisco und Nashville (Tennessee). Er schrieb mehrere theologische Werke.
Er verstarb während der Arbeit an einem Manuskript für das Buch Will The Real Jesus Please Stand Up.

## Schriften
- Steps to Recovery from Bible Abuse
- The Bible and Homosexuality
- Sexual Orientation & the Ex-Gay Fraud
- Legalism as Idolatry
- Jesus and the Bible
- A Response to Southern Baptists
- Start your own Recovery Group
- Invitation To Freedom, a guide to Personal Evangelism in the Gay Community, 1993
- Twelve Steps To Recovery, 1997